# برانزویک (مریلند)
برانزویک (به انگلیسی: Brunswick) شهری در ایالت مریلند کشور ایالات متحده آمریکا است که جمعیت آن در سرشماری سال ۲۰۱۰ میلادی، ۵٬۸۷۰ نفر بوده‌است.